# El anciano Simeón (El Greco, Illescas)
El anciano Simeón fue una escultura realizada por el Greco, que antaño formó parte del conjunto artístico del Santuario de Nuestra Señora de la Caridad, en Illescas (Toledo). Era el pendant de El profeta Isaías (El Greco, Illescas), situado en la pared lateral opuesta del presbiterio.
El Greco diseñó, entre 1603 y 1605, cuatro estatuas para el presbiterio del mencionado santuario, que completaban el simbolismo de los lienzos que allí dispuso, formando parte de un programa iconográfico complejo, pero de gran coherencia, en torno a la Imagen milagrosa de la Virgen. Estas cuatro estatuas eran:
1. La Fe; Situada sobre el frontón del cuerpo principal del retablo, a la izquierda de La Virgen de la Caridad (El Greco)
2. La Esperanza; Situada sobre el frontón del cuerpo principal del retablo, a la derecha de dicho lienzo.
3. El profeta Isaías; En la hornacina de la pared lateral derecha del presbiterio, Lado de la epístola.
4. El anciano Simeón; En la hornacina de la pared lateral izquierda del presbiterio, Lado del evangelio.[2]

Las cuatro esculturas fueron destruidas por una horda incontrolada durante la Guerra civil española, en 1936. Las estatuas de la Fe y de la Esperanza fueron substituidas por copias modernas en la cornisa del retablo, mientras que la del profeta Isaías y la del anciano Simeón han desaparecido irremediablemente.

## Análisis de la obra
- Paño enyesado y pintado sobre un núcleo de madera.[4]

En ambas paredes laterales del presbiterio, el Greco colocó sendos nichos de orden toscano, con un entablamento partido de estuco pintado imitando mármol, un recurso frecuente durante el manierismo. La estatua del profeta Isaías estaba situada en la hornacina del lado izquierdo del espectador. La estatua de Simeón portaba una filacteria con una cita del evangelio de Lucas [2, 32-35] que la relacionaba con el lienzo de La Anunciación (El Greco, Illescas), que estaba sobre él, y que menciona uno de los siete dolores de María.
El estilo de las estatuas de Isaías y de Simeón revela un cambio radical con respecto a las de los Retablos de Santo Domingo el Antiguo. Como señaló Cossío, estas estatuas semejaban pinturas, y la cabeza de Simeón recordaba la de Dios Padre, de La Trinidad (Santo Domingo el Antiguo).
El procedimiento de enyesar paños sobre un núcleo de madera es poco artístico, aunque fuera usado con cierta frecuencia en imágenes religiosas españolas. Las ondulaciones de los pliegues eran mucho menos afortunadas en estas dos estatuas que en las pinturas tardías del Greco. Incluso antes de su destrucción en 1936, estaban muy deterioradas por una pésima restauración de la policromía, realizada en el año 1902. Según Wethey, estas estatuas no añadían nada a la fama artística del maestro cretense.